# Pieter de Hooch
Pieter de Hooch (Rotterdam, 20 dicembre 1629 – Amsterdam, 24 marzo 1684) è stato un pittore olandese del Secolo d'oro.

## Biografia
Primo dei cinque figli del muratore Hendrick Hendricksz de Hooch e di Annetge Pieters, all'età di sedici anni studiò ad Haarlem sotto la guida del maestro Nicolaes Berchem, appena rientrato da un soggiorno in Italia.

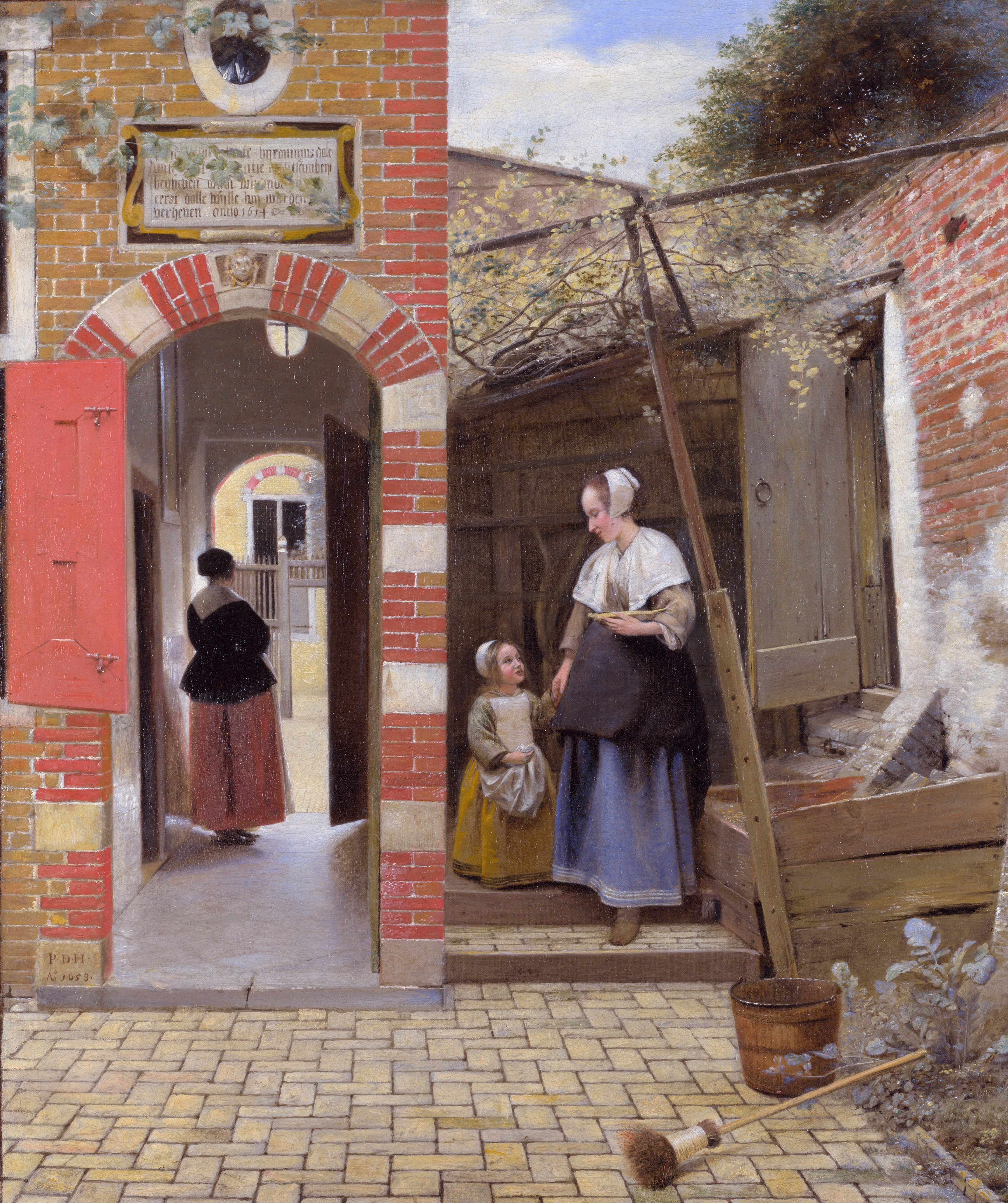
Cortile di una casa di Delft, 1658, National Gallery, Londra

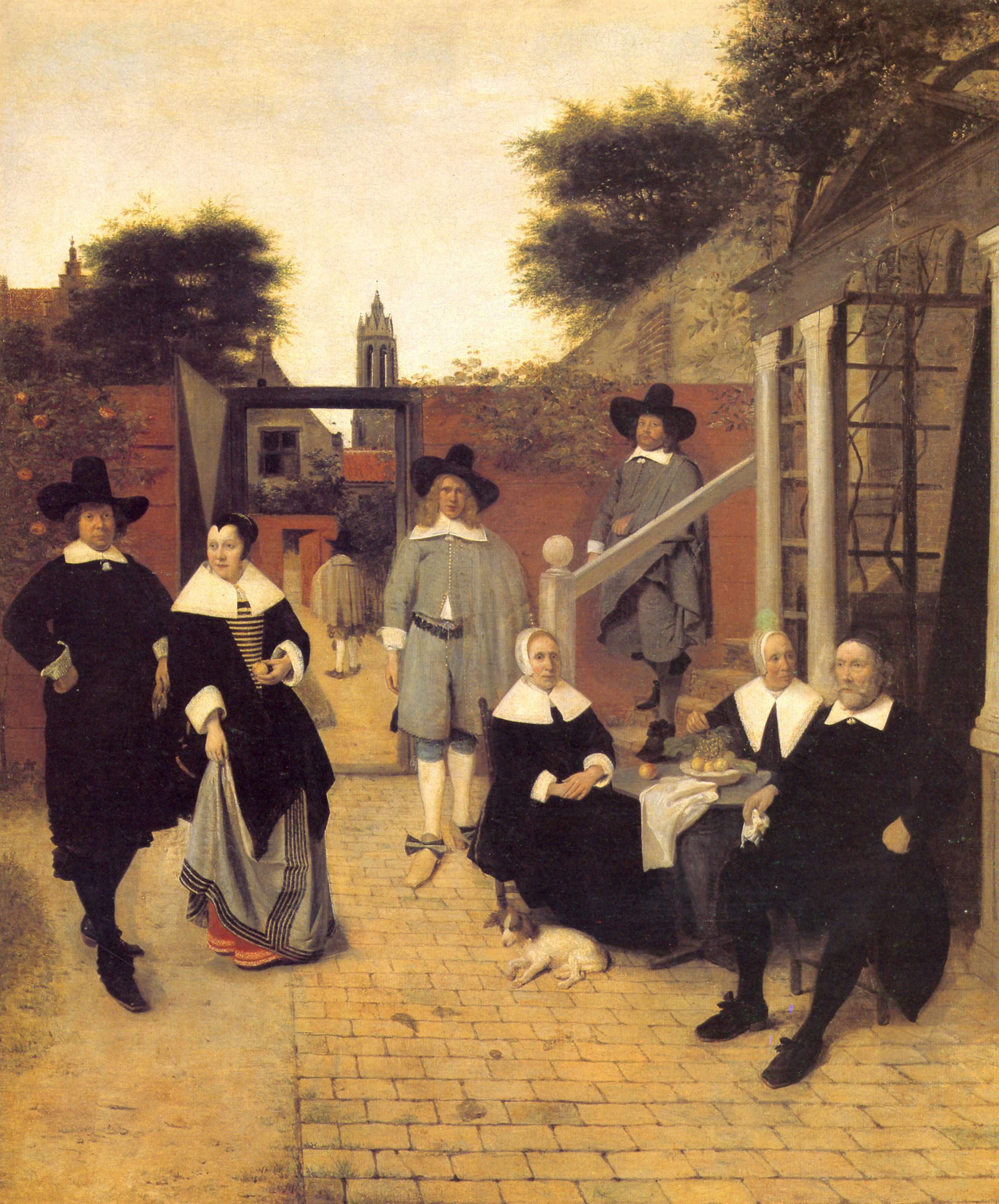
Famiglia olandese in un cortile, 1662

La sua carriera si svolse all'Aia, ad Amsterdam e soprattutto a Delft, dove realizzò opere che ritravano scene di vita familiare della borghesia locale in vaste composizioni di carattere patriottico, in singoli ritratti o in scene di carattere.
I soggetti richiamano lo stile di Jan Vermeer e le soluzioni luministiche di Rembrandt, appartengono alla stessa categoria della pittura di genere, con scene tratte dalla vita di tutti i giorni, solitamente di ambiente domestico. La pittura di de Hooch gioca sulla precisione del contesto culturale e sociale, fornendo una testimonianza precisa della società olandese del XVII secolo.
Tra le opere della prima fase creativa, si annoverarono Ufficiale con giovane donna,  Bicchiere vuoto  e  Giocatori di tric-trac risalenti ai primi anni cinquanta del Seicento e quindi maggiormente vicini a Vermeer, mentre Flautista, Il soldato alla porta di città,  Chitarrista della metà degli anni cinquanta evidenziarono maggiori legami con Carel Fabritius.
Nel 1655 si iscrisse alla Gilda di San Luca di Delft.
Il suo periodo creativo migliore risultò quello centrale, dal 1655 al 1662, durante il quale Hooch soggiornò a Leida e all'Aia. E proprio in quegli anni realizzò i suoi capolavori, come la Famiglia olandese in un cortile, contraddistinta da un rigido cromatismo, la Compagnia e la Filatrice, liriche sprizzanti sentimenti intimi all'interno di quattro mura. Giocatori di carte e la Dispensa si rivelarono quadretti radiosi quasi incantati.
Nel 1658 dipinse quello che alcuni ritengono uno dei suoi migliori lavori: Cortile di una casa di Delft.
Il pittore nel 1662 si trasferì ad Amsterdam, dove ebbe contatti con Emanuel de Witte. Trovò lì un nuovo gusto artistico, dominato dalle tendenze classiche allegoriche e manieristiche, che influenzandolo, spensero la sua fiammella poetica trascinandolo verso esibizioni virtuosistiche.  Può darsi che il suo lavoro dal 1667 sia stato influenzato dall'angoscia per la morte della moglie trentottenne, avvenuta in quell'anno. Dopo il 1680, lo stile pittorico di De Hooch divenne più grossolano e più scuro. Morì in un ricovero per malati mentali nel 1684.

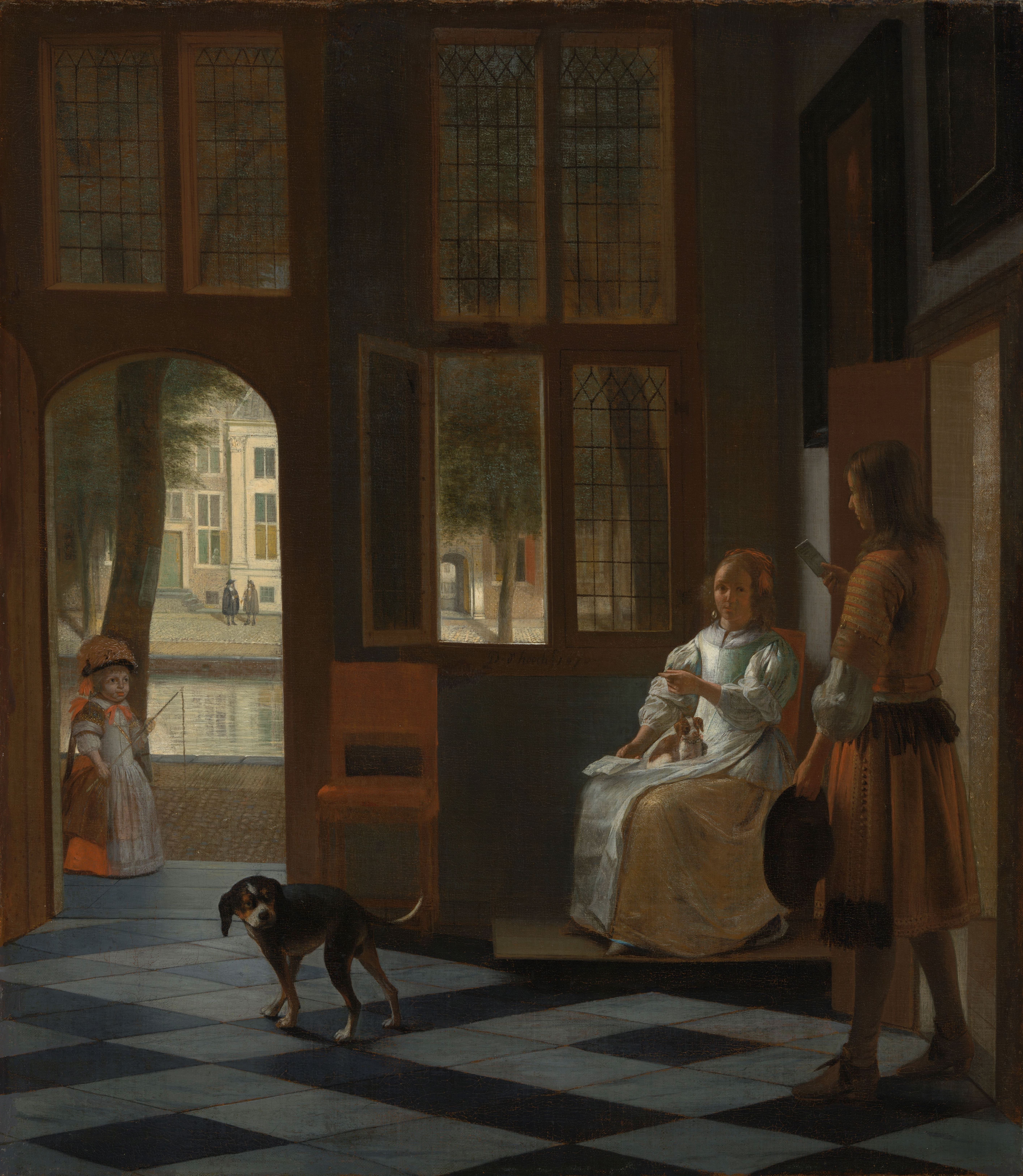
Uomo che porge una lettera ad una donna nell'ingresso di casa, 1670. Nel maggio del 2016, Tim Cook, CEO di Apple, ha raccontato di essere rimasto folgorato dal dipinto, conservato nel Rijksmuseum di Amsterdam, perché la lettera sembra un moderno iPhone.

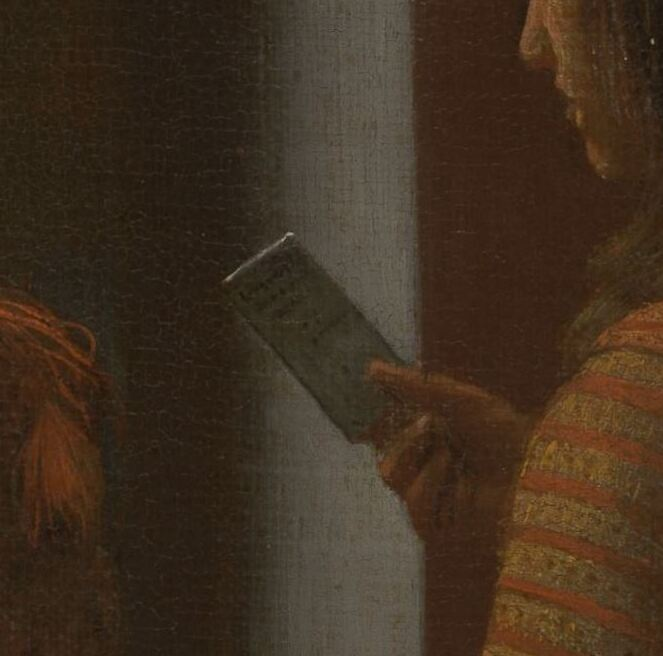
Particolare ingrandito della lettera

## Opere
Correntemente sono attribuite all'artista le seguenti opere:
| N° | Immagine | Titolo                                                             | Data      | Tecnica        | h     | l     | Ubicazione                                     | Note |
| -- | -------- | ------------------------------------------------------------------ | --------- | -------------- | ----- | ----- | ---------------------------------------------- | --- |
| 01 |          | Autoritratto                                                       | 1648-1649 | olio su tavola | 32,5  | 34    | Rijksmuseum, Amsterdam                         | |
| 02 |          | L'allegro bevitore                                                 | 1650      | olio su tavola | 50    | 42    | Gemäldegalerie, Berlino                        | |
| 03 |          | San Pietro liberato dalla prigione                                 | 1650-1655 | olio su tavola | 30,5  | 37,5  | Collezione privata                             | |
| 04 |          | Soldati seduti e domestica in piedi                                | 1650-1655 | olio su tavola | 42,7  | 33,5  | Collezione privata                             | |
| 05 |          | Il bicchiere vuoto                                                 | 1652      | olio su tavola | 46    | 37    | Museo Boijmans Van Beuningen, Rotterdam        | precedentemente attribuito a Gabriel Metsu |
| 06 |          | Giocatori di tric trac                                             | 1652-1655 | olio su tela   | 46    | 33    | National Gallery of Ireland, Dublino           | |
| 07 |          | Uomo con un uccello morto e altre persone in una stalla            | 1655      | olio su tela   | 53,5  | 49,7  | National Gallery, Londra                       | La radiografia ha rivelato che in basso a destra, in origine, al posto del cane e della natura morta vi era rappresentato un uomo ferito. La ridipintura fu probabilmente eseguita da Regemorter nel 1825 |
| 08 |          | Il portatore di cattive notizie                                    | 1655      | olio su tela   | 67,8  | 56    | Museu Nacional d'Art de Catalunya, Barcellona  | |
| 09 |          | Scorcio di casa olandese con bambina                               | 1655-1660 | olio su tela   |       |       | National Gallery, Londra                       | |
| 10 |          | La visita                                                          | 1657      | olio su tela   | 67,9  | 58,4  | Metropolitan Museum of Art                     | |
| 11 |          | La filatrice                                                       | 1657-1658 |                |       |       | Royal Collection, Londra                       | |
| 12 |          | Giocatori di carte                                                 | 1657-1658 |                |       |       | Royal Collection, Londra                       | |
| 13 |          | Due donne e una bambina in un cortile                              | 1657-1658 | 68             | 57,5  |       | Museo d'arte, Toledo                           | |
| 14 |          | Cortile di una casa di Delft                                       | 1658      | olio su tela   | 73,5  | 60    | National Gallery, Londra                       | |
| 15 |          | Donna e bambina in dispensa                                        | 1658      | olio su tela   |       |       | Rijksmuseum, Amsterdam                         | |
| 16 |          | Cortile con pergolato                                              | 1658      | olio su tavola | 66,5  | 56,5  | National Gallery of Scotland, Edimburgo        | |
| 17 |          | La Buveuse                                                         | 1658      | olio su tela   | 69    | 60    | Museo del Louvre, Parigi                       | |
| 18 |          | Giocatori di carte in una stanza assolata                          | 1658      | olio su tela   | 77    | 67    | Royal Collection, Windsor                      | firmato: P.D.H: 1658 |
| 19 |          | Donna che beve con due uomini e una servetta                       | 1658      |                |       |       | National Gallery, Londra                       | |
| 20 |          | Interno di casa olandese                                           | 1658      | olio su tela   |       |       | Museo Reale di Belle Arti, Anversa             | |
| 21 |          | Donna che allatta un neonato, con un bambino e un cane             | 1658-1660 | olio su tela   |       |       | De Young Memorial Museum, San Francisco        | |
| 22 |          | Camera da letto                                                    | 1658-1660 |                |       |       |                                                | |
| 23 |          | Madre che districa i capelli della figlia (Un compito della mamma) | 1658-1660 | olio su tela   | 52,5  | 61    | Rijksmuseum, Amsterdam                         | |
| 24 |          | Cortile olandese con uomo che fuma                                 | 1658-1660 |                |       |       | Mauritshuis, L'Aia                             | |
| 25 |          | Il gioco dei birilli                                               | 1660      |                |       |       |                                                | |
| 26 |          | Donna con la sua serva in un cortile                               | 1660-1661 |                |       |       | National Gallery, Londra                       | |
| 27 |          | Donna che prepara pane imburrato per un bambino                    | 1660-1663 |                | 68,3  | 53    | Getty Center, Los Angeles                      | |
| 28 |          | Donna che si allaccia il corpetto vicino a una culla (La madre)    | 1661-1663 |                |       |       | Gemäldegalerie, Berlino                        | |
| 29 |          | Interno con giovane coppia                                         | 1662-1665 | olio su tela   | 54,9  | 62,9  | Metropolitan Museum of Art                     | |
| 30 |          | Donna che cuce con una bambina                                     | 1662-1668 | olio su tela   |       |       | Museo Thyssen-Bornemisza, Madrid               | |
| 31 |          | L'armadio delle lenzuola                                           | 1663      | olio su tela   | 70    | 75,5  | Rijksmuseum, Amsterdam                         | |
| 32 |          | Donna che sbuccia delle mele con una bambina                       | 1663      |                |       |       | Wallace Collection, Londra                     | |
| 33 |          | Madre che allatta il figlio, una domestica e una bambina           | 1663-1665 | olio su tela   | 64    | 76    | Kunsthistorisches Museum, Vienna               | |
| 34 |          | La partenza per una passeggiata                                    | 1663-1665 |                |       |       | Musée des Beaux-Arts, Strasburgo               | |
| 35 |          | Tempo libero in un ambiente elegante                               | 1663-1665 | olio su tela   | 58,3  | 69,4  | Metropolitan Museum of Art, New York           | |
| 36 |          | Persone in un cortile posteriore                                   | 1663-1665 | olio su tela   | 60    | 45,7  | Rijksmuseum, Amsterdam                         | |
| 37 |          | L'ufficio del borgomastro di Amsterdam                             | 1663-1665 | olio su tela   | 112,5 | 99    | Museo Thyssen-Bornemisza, Madrid               | |
| 38 |          | Donna che pesa delle monete d'oro                                  | 1664      |                |       |       | Gemäldegalerie, Berlino                        | |
| 39 |          | Donna che legge una lettera                                        | 1664      | olio su tela   | 55    | 55    | Museo di Belle Arti, Budapest                  | |
| 40 |          | Bambina che ciba un pappagallo                                     | 1668-1672 | olio su tela   | 79,5  | 62    | Collezione privata (Barone Northbrook), Londra | |
| 41 |          | Donna che riceve una lettera da un uomo (Il Messaggero)            | 1668-1670 | olio su tela   | 53    | 57    | Hamburger Kunsthalle, Amburgo                  | |
| 42 |          | Donna che consegna monete a una domestica                          | 1670      |                |       |       |                                                | |
| 43 |          | Pagando l'ostessa                                                  | 1670      | olio su tela   | 94,6  | 111,1 | Metropolitan Museum of Art, New York           | |
| 44 |          | Uomo che porge una lettera a una donna nell'ingresso di casa       | 1670-1674 | olio su tela   | 68    | 59    | Rijksmuseum, Amsterdam                         | |
| 45 |          | Conversazione musicale                                             | 1674      | olio su tela   | 98,1  | 114,9 | Honolulu Museum of Art, Honolulu               | |
| 46 |          | Madre che allatta il figlio                                        | 1674-1676 | olio su tela   | 79,7  | 59,7  | Detroit Institute of Arts (DIA), Detroit       | |
| 47 |          | Coppia con pappagallo                                              | 1675      |                |       |       | Wallraf-Richartz Museum, Colonia               | |
| 48 |          | La venditrice di asparagi                                          | 1675-1680 | olio su tela   | 76,2  | 104,1 | Minneapolis Institute of Arts                  | |
| 49 |          | Festa con musici in un cortile                                     | 1677      |                |       |       | Museo Thyssen-Bornemisza, Madrid               | |
| 50 |          | Donna che ciba un pappagallo con un uomo e una domestica           | 1680      | olio su tela   | 51,5  | 45    | collezione privata                             | firmato P. de Hooghe a sinistra, sulla cornice della finestra |
| 51 |          | Due donne e un uomo che bevono e mangiano ostriche                 | 1681      | olio su tela   |       |       | Museo Thyssen-Bornemisza, Madrid               | |
| 52 |          | Interno con una giovane coppia e gente che suona                   |           | olio su tela   |       |       | Statens Museum for Kunst, Copenaghen           | firmato in basso a sinistra |
| 53 |          | Il focolare                                                        | ??        | olio su tela   | 63    | 56,5  | Palazzo Barberini, Roma                        | Di dubbia attribuzione , |

Inoltre:
- L'abbraccio, 1673–75
- L'allegra compagnia, 1663–65
- L'allegra compagnia con un uomo e due donne, 1668–70
- L'allegra compagnia con due uomini e due donne, 1657–58
- Bambini nell'ingresso, 1658–60
- Coppia al mattino, 1665
- Coppia seduta in giardino con una donna in piedi, 1663–65
- Coppie e musicisti, 1663-65
- Il corpo di guardia con un ufficiale, soldati e un suonatore di flauto, ?
- Cortile con signora e serva con secchio, 1660, Ermitage
- Cortile posteriore di una casa olandese, 1650–75, Museo del Louvre
- Donna che legge una lettera e un uomo alla finestra, 1668–70
- Donna che legge con un bambino, 1660–63
- Donna che pulisce la verdura – ?
- Donna con bambino sulle ginocchia e un ragazzino, 1658
- Donna con bicchiere di vino e bambino in giardino, 1658–60
- Donna con secchio e spazzolone in un cortile, ?
- Donna con un canestro, 1651
- Donna con uno sportivo, 1684
- Donna e bambino con un pappagallo, 1673
- Donna e bambino in un interno, c. 1658, Honolulu Museum of Art[9]
- Due donne e un uomo che suonano, 1667
- Due donne in cortile – c. 1657–60
- Due soldati e una donna che bevono, 1658–60
- Due soldati, una domestica e un trombettista, 1650–55
- Famiglia che suona, 1663
- Famiglia olandese in un cortile, 1662
- Festa attorno al tavolo, 1663–65
- Festa con musici, 1674
- Festa con musici in un salone, 1663–65
- Festa con musici su una terrazza con la Town Hall, 1667
- Giocatori al tavolo, 1670–74
- Giocatori di carte in un interno opulento, 1663–65, Museo del Louvre, Parigi
- Madre con bambino e una donna vicino a una candela – ????
- Madre con bambino che appoggia la testa sulle sue ginocchia, 1658–60
- Madre e figlio con una serva che spazza, 1655–57
- Madre e figlio e uno studente che scende le scale, 1668
- Minuetto, ?
- Panorama con donna e bambino, 1657–59
- Persone che bevono in giardino, 1658
- Ragazzo che porta il pane, 1663, Wallace Collection
- Ritratto della famiglia Jacott-Hoppesack, 1670
- Ritratto di una famiglia in un cortile di Delft, 1657–60
- Ritratto di una famiglia in terrazza, 1667
- Soldati, domestica e giocatori di carte, 1665
- Soldati, donna e messaggero, 1654–57
- Soldati, un suonatore di flauto e una domestica, ?
- Soldato che offre un bicchiere di vino a una donna, 1653, Ermitage, San Pietroburgo
- Suonatrice di liuto e suonatore di flauto, ?
- Un ufficiale che parla con una donna e un soldato alla finestra, 1663–65
- Uomo ferito, 1667